# Angela Chang
Angela Chang (en chino tradicional, 張韶涵; en chino simplificado, 张韶涵; pinyin, Zhāng Sháohán; 19 de enero de 1982) es una actriz y cantante de música pop taiwanesa. Es una de las artistas más conocidas de Taiwán y además es muy conocida en Hong Kong, Singapur, Shanghái, Changsha y Suzhou.
Ha vendido más de 8 millones de copias en toda Asia.

## Biografía
Nació en Taiwán. Su familia emigró a Canadá cuando ella tenía 12 años. Es la mayor de tres hermanos.
Mientras vivía en Canadá se presentó a varios concursos de canto, entre ellos, el de la "BBC Star", donde Chang obtuvo el primer lugar con la canción 没有抽煙的日子 ("El día sin un cigarrillo") de Chang Yu-Sheng. Seguidamente se le ofreció la oportunidad de ir a Taiwán para la etapa final, aunque no pudo asistir debido a obligaciones escolares.
Empezó su carrera en el año 2000, después de graduarse de la escuela secundaria. Su popularidad se incrementó luego de haber protagonizado la serie de televisión MVP情人 ("My MVP Valentine) como 田羽希 ("Tian Yuxi"). Su lengua materna es el chino mandarín aunque también tiene un nivel casi nativo de inglés.

## Carrera: 2008-2009
Angela Zhang pasó la mayor parte de 2008 en recuperación debido a problemas del corazón, pero aun así aceptó 9 comerciales y 20 eventos, haciendo un total de ingresos de $130 millones de yuan. 
Durante su periodo de recuperación, Angela que mide 158 cm, ganó 7 kg, una gran diferencia de su peso previo de 38 kg.
Debido a su enfermedad ella se fue a Canadá a hacerse exámenes del corazón lo cual levantó diversos rumores, desde que su madre y ella no se llevaban bien (pues su madre se mudó a su antigua casa), que tenía una relación amorosa y no quería regresar a Taipéi, hasta de que se juntó con malas amistades y por eso su actitud[cita requerida]. A pesar de todo eso, Angela pudo obtener buenos trabajos y hacer una buena suma de dinero en el 2008.
El 25 de septiembre de 2009 lanza un nuevo álbum llamado 第五季 (en inglés "5th Season" y en español, "Quinta temporada").

## Discografía

### Álbumes de estudio
1. Over The Rainbow, 6 de enero de 2004
Las ventas de Taiwán fueron 200.000 copias; las ventas en Asia, 800.000 copias. 
2. Aurora 歐若拉, 1 de diciembre de 2004
Las ventas de Taiwán fueron 100.000 copias; en Asia, 1.000.000 de copias.
3. Pandora 潘朵拉, 1 de enero de 2006
Las ventas de Taiwán fueron 200.000 copias; las ventas en Asia, fueron 1.500.000 de copias.
4. Flower in the Wonderland 夢裡花, 12 de enero de 2007
Las ventas de Taiwán fueron 100.000 copias, las ventas en Asia fueron 1.000.000 copias.
5. Ang 5.0, 14 de diciembre de 2007
Las ventas de Taiwán fueron 100.000 copias, las ventas en Asia fueron 1.000.000 copias.
6. 5th Season 第五季, 25 de septiembre de 2009
Las ventas de Taiwán fueron 100.000 copias, las ventas en Asia fueron 1.500.000 copias hasta la fecha. 

### Álbumes en vivo
1. Variety Angela World Tour 世界巡迴品種安吉拉  3 de agosto de 2007 (álbum en vivo).

Las ventas de Taiwán fueron 70.000 copias, las ventas en Asia fueron 800.000 copias.

### Sencillos
1. Adventure of True Love (真愛冒險), agosto de 2003
2. Doll (娃娃), noviembre de 2004
3. Blue Eyes (藍眼睛) (Dúo con Sodagreen 蘇打绿), 2007

### Conciertos
1. 2006.08.11 Shanghái Hongkou concierto de primer estadio (invitado: Mayday Christine Fan) 
2. 2006.10.06 Suzhou Concert (invitado: Christine Fan) 
3. 2006.11.25 Changsha Concert (invitado: JJ Lin Christine Fan) 
4. 2007.03.31 Taipei Arena Concert (invitados: Soda Verde Christine Fan)(después de que el lanzamiento del disco).
5. 2008.06.01 Singapur Concert (invitado: Christine Fan Guo)

## Filmografía

### Series de televisión
| Año  | Título                             | Papel                                             |
| 2002 | MVP情人 / My MVP Valentine         | Tian Yu Xi / 田羽希                               |
| 2003 | 海豚灣戀人 / Love at Dolphin Bay   | Yi Tianbian / 易天邊                              |
| 2005 | 海豚愛上貓 / When Dolphin Love Cat | Yingzi / 英子                                     |
| 2006 | 愛殺17 / Bump Off Lover 17         | Xu Yi Zhen / 徐宜真 / Xu Yi Jing / 徐宜靜 / 阿CAT |
| 2007 | 公主小妹 / Romantic Princess       | Mai Qiu Sui / 麥秋穗 / Huangfu Shan / 皇甫珊      |

### Películas
- Love Message (2005)

### Programas de variedades
| Año  | Programa     | Notas    |
| ---- | ------------ | -------- |
| 2021 | Keep Running | invitada |

## Premios

### 2004
- 2004 Hito Pop Music Awards en Taiwán 2004Hito Year Award Votaron - Favoritos actriz revelación

- 2004 Shanghái, China, el Cielo y la Tierra Héroes

- 2004 ceremonia de premiación en el campus de votación - La nueva voz del Premio de Reportaje

- 2004 TVB8 Golden Melody Awards y mejor - El oro recién llegado femenino

- 2004 TVB8 Lista de canciones de la Ceremonia de Premiación - 10 Golden Melody Awards, uno de "Fable"

- 2004 ceremonia de entrega de premios en Hong Kong - Overseas Rookie Award

- 2004 Undécima China Global Chinese Music Bangzhong Bang - Hong Kong y Taiwán, el artista más popular

- 2004 premios y pioneros musicales - el recién llegado femenino más popular (Taiwán)

- 2004 Music Radio China - Hong Kong y Taiwán anual de la canción "Más allá del horizonte"

- 2004 Music Radio China lista TOP - The Sound of Music Recomendado álbum "Aurora"

- 2004 Music Radio TOP lista

- 2004 MusicRadio China - Hong Kong y Taiwán, el más popular

### 2005
- 2005 Xuebi Bang - Hong Kong y Taiwan Golden Melody "palma de la mano de sol" Angela

- 2005 Xuebi Bang - Premio Mejor Interpretación en Taiwán

- 2005 Xuebi Bang - Premio a la mejor canción coral "Si lo hace," Angela + Christine Fan

- 2005 Quinta Chinese Music Media Awards - Nueva Fuerza Award - Angela

- 2005 Xuebi Bang - Hong Kong y Taiwan Golden Melody "palma de la mano de sol"

- 2005 Xuebi Bang - Canción Premio para el mejor rendimiento en Taiwán

- 2005 MusicRadio China lista TOP - el año llegue a Hong Kong y Taiwán "Si la cosa"

- 2005 MusicRadio China lista TOP - el año llegue a Hong Kong y Taiwán, Angela, "Aurora"

- 2005 MusicRadio China Top lista - en-título de la canción de la demanda: Angela, "Aurora"

- 2005 MusicRadio TOP Lista TOP 2005 MusicRadio China - Hong Kong y Taiwán, la cantante más popular

### 2006
- 2006 HITO Pop Music Awards - Top Ten canción china, "Aurora"

- 2006 Sprite original chino Billboard de la música de la temporada electoral - Hong Kong y Taiwan Golden Melody Award: Angela "realmente"

- 2006 Sprite original chino Billboard de la música de la temporada electoral - el artista más popular: Angela

- 2006 Sprite original chino Billboard de la música de la temporada electoral - Premio al Mejor Intérprete: Angela

- 2006 CCTV-MTV Music Festival - cantante más popular de Taiwán

- 2006 Ceremonia de Estrellas - Hong Kong y Taiwán, el más popular cantante de adjudicación

- 2006 Sprite Lista de Música - Hong Kong y Taiwan Golden Melody Award: Angela "realmente"

- 2006 Sprite Lista de Música - Mejor video Music Awards: Angela, "Pandora"

- 2006 Sprite Lista de Música - el cantante más popular: Angela Taiwán

- 2006 ceremonia de los Premios Pop - cantante femenina del año más popular: Angela

- 2006 Pop Music Awards - The Melody anual de Oro: Angela "Invisible Wings"

- 2006 13 ª reunión de los chinos Bangzhong Premios Bang - cantante femenina Award (Hong Kong y Taiwán parte): Angela

- 2006 13 ª reunión de los chinos Bangzhong Bang Awards - Mejor Canción Premio (Hong Kong y Taiwán parte): Angela "Invisible Wings"

- 2006 MusicRadioTOP

- 2006 MusicRadio China lista TOP la cantante más popular (RTHK): Angela, "Pandora"

- 2006 MusicRadio canción de la demanda china título (RTHK): Angela "Invisible Wings"

### 2007
- 2007 KKBox頒獎典禮-年度十大專輯《潘朵拉》 Premios 2007KKBox - Top Ten álbum, "Pandora"
- 2007 KKBox頒獎典禮-年度二十大單曲：《隱形的翅膀》張韶涵《潘朵拉》 Premios 2007KKBox - anual Big 20 individuales: "alas invisibles" Angela "Pandora"

- 2007 Premios 2007KKBox - una distribución digital anual: Angela "búsqueda del tesoro"

- 2007 Singapur Golden Melody Awards 2007 - Premio a la Mejor Presentación cantante femenina: Angela, "el sueño de las flores"

- 2007 Singapur Golden Melody Awards 2007 - el año del artista ronda: Angela

- 2007 Singapur Golden Melody Awards 2007 - la concesión del año para el encanto de escena: Angela

- 2007 Golden Melody Awards en Singapur - y la forma más inusual Album Premio: Angela, "el sueño de las flores"

- 2007 Hong Kong TVB8-femenina favorita Artist Award

- 2007 Hong Kong-TVB8 no es doloroso - la anual 10 canciones

- 2007 MusicRadio lista de Hong Kong y Taiwán de China TOP Mejor Artista Femenina - Angela

- 2007 quinta especial Madden sureste Lista de Música de Hong Kong y Taiwán Paso Mejor cantante femenina - Angela

- 2007 Sprite Mi Selección Original chino Billboard Music - Hong Kong y Taiwán, la cantante más popular

- 2007 Sprite Mi Selección Original chino Billboard Music - Medios de comunicación del premio de recomendación

- 2007 Lista de canciones - Hong Kong y Taiwán, la cantante más popular

- 2007 Lista de canciones de Hong Kong y Taiwan Golden Melody Award: Angela, "el sueño de las flores"

- 2007 TVB Golden Melody Awards y - Golden Melody Award por Angela "sin dolor"

- 2007 TVB Golden Melody Awards y el cantante más popular: Angela

- 2007 Beijing ceremonia de pop, la canción anual "sueño de las flores"

### 2008
- 2008 TOP lista de Hong Kong y Taiwán de China en 2008 Mejor Artista Femenina - Angela

- 2008 La ceremonia de entrega anual de música en 2008 la gente de la moda de la moda ídolo: Angela

- 2008 Taiwán Premios Golden Bell para las nominaciones actriz de teatro - Angela

- 2008 Didadee Malasia Golden Melody Awards Mejor Artista Femenina - Zhang Sexta China Disco de Oro

- 2008 VI Premio de China Disco de Oro para la actriz de la categoría

### 2009
- 2009 Persona más popular de China 2009 Sprite original música de Billboard el cantante de Hong Kong y Taiwán - Angela

- 2009 Sprite original china música Billboard Media Choice Award - Angela

- 2009 Sprite chino Billboard música original hits Hong Kong y Taiwán Año - Angela "no quería saber cómo"